# Friedrich Hölderlin
Johann Christian Friedrich Hölderlin (Lauffen am Neckar, 20 de março de 1770 — Tübingen, 7 de junho de 1843) foi um filósofo, poeta lírico e romancista alemão.
Conseguiu sintetizar na sua obra poética o espírito da Grécia antiga, os pontos de vista românticos sobre a natureza e uma forma não-ortodoxa de cristianismo, alinhando-se hoje entre os maiores poetas germânicos.
É considerado, juntamente com Hegel e Schelling, um dos fundadores da corrente filosófica conhecida como idealismo alemão, cuja fundação teria se dado com a redação de O mais antigo programa do idealismo alemão.

## Vida
Nasceu na cidade de Lauffen, às margens do rio Neckar. Era filho de uma enfermeira e de um pastor, que veio a falecer quando Hölderlin tinha apenas dois anos. Em 1774, sua mãe casa-se com o prefeito de Nürtingen, que infelizmente também falece cinco anos mais tarde. A mãe de Hölderlin, Johanna Christiana Hölderlin, era bastante religiosa e enviou-o à escola clássica de Nürtingen e a escolas protestantes.
Em 1788 iniciou seus estudos em Teologia na Universidade de Tübingen, como bolsista. Lá conheceu Hegel e Schelling, que mais tarde se tornariam seus amigos. Devido aos recursos limitados da família e de sua recusa em seguir uma carreira clerical, Hölderlin trabalhou como um tutor para crianças de famílias ricas.
Em 1794, frequentou a Universidade de Jena, a fim de ouvir as palestras de Johann Gottlieb Fichte. Lá ele conheceu Johann Wolfgang von Goethe, Friedrich Schiller, Friedrich Von Hardenberg (Novalis) e Isaac Sinclair. Em junho de 1795 ele abandonou a cidade universitária e retornou a Nürtingen.
Em 1796 foi professor particular de Jacó Gontard, um banqueiro de Frankfurt, cuja esposa, Susette, viria a ser seu grande amor. Susette Gontard serviu de inspiração para a composição de Diotima, protagonista de seu romance epistolar Hyperion.
Nessa época, Hölderlin se encontrava em uma situação financeira difícil (mesmo tendo alguns de seus poemas publicados ocasionalmente com a ajuda do seu patrono, Schiller). Devido a isso, ele dependia financeiramente do apoio de sua mãe. Nessa altura, Hölderlin já sofria de uma doença chamada hipocondria "grave", condição que pioraria depois de seu último encontro com Susette Gontard, em 1800.
Quando em 1802 recebe a notícia da morte de Susette, Hölderlin volta para a casa da mãe em Nürtingen e dedica-se ao trabalho das traduções de Sófocles e Píndaro.
Em 1805 sua insanidade é diagnosticada. Entretanto, essa caracterização de seu estado mental como loucura, é até hoje vista de forma incerta.
Então, em 1807 foi deixado aos cuidados de Ernst Zimmers, um carpinteiro que vivia em Tübingen e grande admirador da obra intitulada Hyperion. Sob o nome de "Scardanelli", Hölderlin escreveu ainda poemas, que contavam com grande estranhamento formal. Mesmo contando com alguns períodos de lucidez, não retornou mais ao convívio social. Durante os próximos 36 anos, permanecerá em um quarto em uma torre, às margens do rio Neckar, até 1843, ano de sua morte.

## Produção Literária

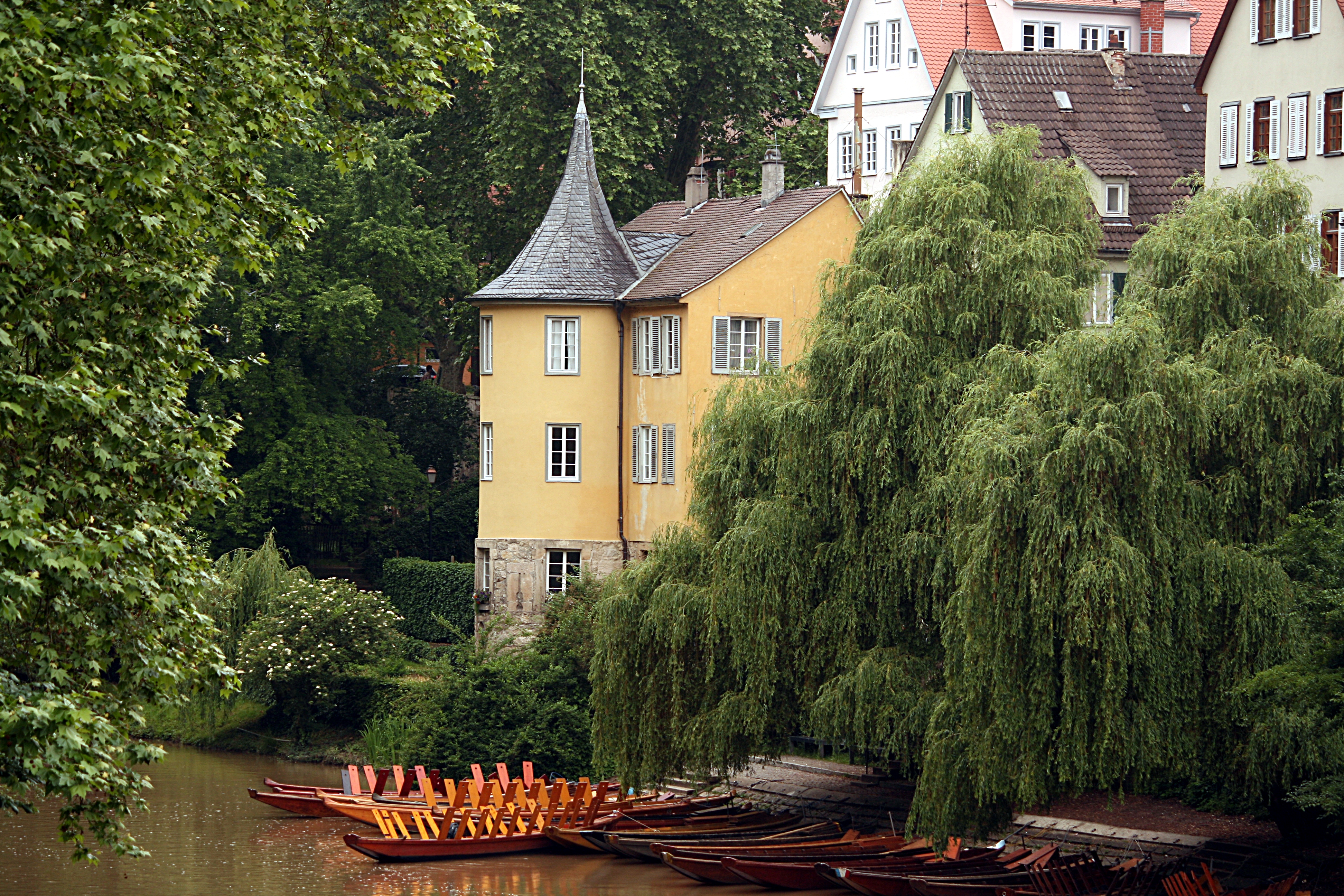
Torre de Hölderlin

Hölderlin começou como um sucessor de Schiller e do Classicismo Suábio. Seus primeiros poemas são geralmente hinos que versam acerca de objetos abstratos. Mais tarde trabalhou com as formas antigas da ode e da elegia. Em particular, as odes são marcadas pelo domínio completo de um formulário métrico difícil. Dos grandes poemas de sua fase madura, alguns são escritos em forma de elegias, outros contemplam o verso livre. Ocasionalmente é possível encontrar outras formas, como o hino em hexâmetro, um exemplo é a obra chamada O Arquipélago.
A compreensão de Hölderlin acerca da cultura grega antiga, tal como expresso em suas cartas a Casimir Ulrich Boehlendorff e de suas observações sobre a tradução tardia de Sófocles, é diferente da imagem ideal de muitos de seus contemporâneos, já que Hölderlin enfatiza as características anticlássicas da cultura grega. Já no início de seu romance epistolar Hyperion, Hölderlin representa a sua ideia de destino trágico, como ele a concebia, ou seja, a partir de sua percepção da cultura grega clássica.
A poesia de Hölderlin, que hoje é considerada de grande destaque dentro dos estudos germânicos, permaneceu desconhecida até a metade do século XIX. Ele não foi reconhecido entre os escritores de sua época, permanecendo desconhecido mesmo após sua morte. Para os seus contemporâneos, Hölderlin era um jovem romântico e melancólico, mero imitador de Schiller. O grande reconhecimento veio mais tarde.
Somente no século XX, as duas peças de Sófocles: Édipo Rei e Antígona foram celebradas como um modelo de tradução poética, que deixa visíveis as singularidades do texto original. Um bom exemplo da excelente recepção da obra de Hölderlin na modernidade é a adaptação de Bertolt Brecht da Antígona de Sófocles, baseada na tradução de Hölderlin. Convém salientar que, apesar de ter sido praticamente incompreendido durante todo um século, leitores ilustres como Friedrich Nietzsche e Stefan George, entre outros, acolheram e fizeram reverberar sua poesia. O que fez com que Hölderlin não fosse reconhecido se deve ao fato de que sua poética não estava em consonância com o que vinha sendo produzido na época. Devido a isso, Hölderlin encontrou o desdém até mesmo de pessoas próximas como Schiller, Hegel e Schelling. E mesmo tendo sido colega de Hegel e Schelling, em um educandário na Suábia, e colega de Schiller, Hölderlin não encontrou a notoriedade nem o reconhecimento desses.
A incompreensão do público e da crítica levou à estabilização do entendimento de sua obra como a de um admirador dos gregos que não atingiu a serenidade de Goethe e Schiller, a de um romântico juvenil e de um poeta patriótico. Hölderlin, poeta do sagrado, descobrindo na Grécia antiga o lado dionisíaco, que foi ignorado por Goethe e exaltado por Nietzsche, é hoje de grande expressividade na poesia alemã, alcançando notoriedade mundial.

## Poesia
Abaixo um trecho da poesia A Canção de Hyperion
Brilhantes deuses etéreos 
Tocam-vos levemente, ,
Qual os dedos do artista 
nas cordas santas 
Sem destino, como a criança 
Castamente guardado
Em discretos botões,
O espírito floresce-lhes, 
Eterno,
E os santos olhos 
Vêem em silenciosa 
E eterna claridade. 
Nós, porém, fomos condenados a errar, 
Sem descanso, p’la terra fora. 
Ao acaso, de uma 
Hora para a outra, 
Os homens sofredores 
Somem-se e caiem, 
Como a água atirada de 
Recife para recife, 
Ano após ano, na incerteza.

## Obras
- 1797 - 1800 - A Morte de Empédocles (fragmentos)
- 1797 - 1799 - Hyperion ou O Eremita na Grécia
- 1804 - Tragédias de Sófocles
- 1826 - Poemas de Friedrich Hölderlin (editado por Ludwig Uhland e Gustav Schwab)

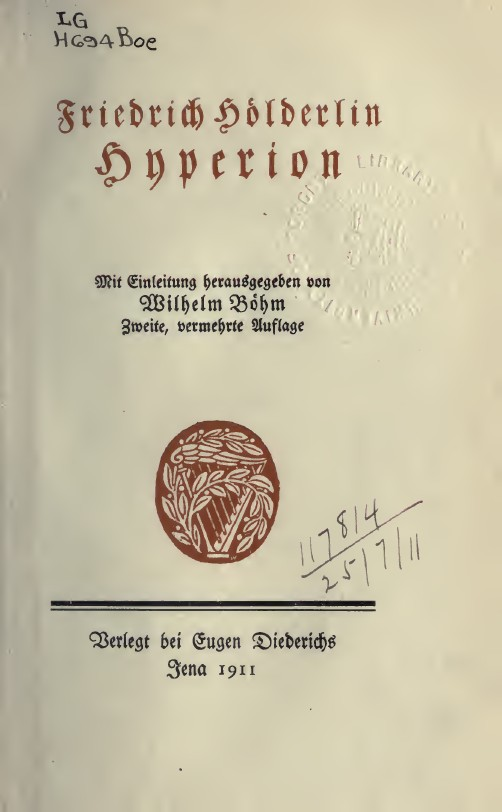
Hyperion

### Em inglês
- Some Poems of Friedrich Holderlin. Trad. Frederic Prokosch. (Norfolk, CT: New Directions, 1943).
- Alcaic Poems. Trad. Elizabeth Henderson. (Londres: Wolf, 1962; Nova York: Unger, 1963). ISBN 978-0-85496-303-4
- Friedrich Hölderlin: Poems & Fragments. Trad. Michael Hamburger. (Londres: Routledge & Kegan Paul, 1966; 4a. Ed. Londres: Anvil Press, 2004). ISBN 978-0-85646-245-0
- Friedrich Hölderlin, Eduard Mörike: Selected Poems. Trad. Christopher Middleton (Chicago: University of Chicago, 1972). ISBN 978-0-226-34934-3
- Poems of Friedrich Holderlin: The Fire of the Gods Drives Us to Set Forth by Day and by Night. Trad. James Mitchell. (San Francisco: Hoddypodge, 1978; 2a. Ed. San Francisco: Ithuriel's Spear, 2004). ISBN 978-0-9749502-9-7
- Hymns and Fragments. Trad. Richard Sieburth. (Princeton: Princeton University, 1984). ISBN 978-0-691-01412-8
- Friedrich Hölderlin: Essays and Letters on Theory. Trad. Thomas Pfau. (Albany, NY: State University of New York, 1988). ISBN 978-0-88706-558-3
- Hyperion and Selected Poems. The German Library vol.22. Ed. Eric L. Santner. Trad. C. Middleton, R. Sieburth, M. Hamburger. (New York: Continuum, 1990). ISBN 978-0-8264-0334-6
- Friedrich Hölderlin: Selected Poems. Trad. David Constantine. (Newcastle upon Tyne: Bloodaxe, 1990; 2a. Ed. 1996) ISBN 978-1-85224-378-4
- Friedrich Hölderlin: Selected Poems and Fragments. Ed. Jeremy Adler. Trad. Michael Hamburger. (Londres: Penguin, 1996). ISBN 978-0-14-042416-4
- What I Own: Versions of Hölderlin and Mandelshtam. Trad. John Riley e Tim Longville. (Manchester: Carcanet, 1998). ISBN 978-1-85754-175-5
- Holderlin's Sophocles: Oedipus and Antigone. Trad. David Constantine. (Newcastle upon Tyne: Bloodaxe, 2001). ISBN 978-1-85224-543-6
- Odes and Elegies. Trad. Nick Hoff. (Middletown, CT: Wesleyan Press, 2008). ISBN 978-0-8195-6890-8
- Hyperion. Trad. Ross Benjamin. (Brooklyn, NY: Archipelago Books, 2008) ISBN 978-0-9793330-2-6
- Selected Poems of Friedrich Hölderlin. Trad. Maxine Chernoff and Paul Hoover. (Richmond, CA: Omnidawn, 2008). ISBN 978-1-890650-35-3
- Essays and Letters. Trad. Jeremy Adler and Charlie Louth. (Londres: Penguin, 2009). ISBN 978-0-14-044708-8
- The Death of Empedocles: A Mourning-Play. Trad. David Farrell Krell. (Albany, NY: State University of New York, 2009). ISBN 978-0-7914-7648-2
- Selected Poems. Trad. Emery George (Kylix Press, 2011)
- Poems at the Window / Poèmes à la Fenêtre, os últimos poemas contemplativos de Hölderlin, traduções rimadas e métricas em inglês e francês de Claude Neuman, edição trilíngue alemão-inglês-francês, edições www.ressouvenances.fr, 2017
- Aeolic Odes / Odes éoliennes, traduções métricas em inglês e francês de Claude Neuman, edição trilíngue alemão-inglês-francês, edições www.ressouvenances.fr, 2019; Edição bilíngue alemão-inglês: Edwin Mellen Press, 2022
- The Elegies / Les Elegies, traduções métricas em inglês e francês de Claude Neuman, edição trilíngue alemão-inglês-francês, edições www.ressouvenances.fr, 2020; Edição bilíngue alemão-inglês: Edwin Mellen Press, 2022